# Muhamedin Useini
Muhamed Useini (sinh 21 tháng 11 năm 1988) là một cầu thủ bóng đá Macedonia thi đấu ở vị trí tiền vệ cho câu lạc bộ Albania Flamurtari Vlorë.

## Sự nghiệp câu lạc bộ

### Flamurtari Vlorë
Ngày 22 tháng 6 năm 2017, Useini hoàn thành chuyển nhượng đến câu lạc bộ Albania Flamurtari Vlorë với bản hợp đồng thời hạn 1 năm.

## Sự nghiệp quốc tế
Vào tháng 9 năm 2011, Useini được triệu tập để tham dự trận đấu ở vòng loại Euro 2012 trước Nga và Andorra. Anh ra mắt ngày 6 tháng 9, đá 13 phút cuối trong chiến thắng 1–0 trên sân nhà trước Andorra.

## Danh hiệu
Rabotnički
- Macedonian First Football League: 2013–14
- Cúp bóng đá Macedonia: 2013–14